# Nate Darling
Nathan Joseph "Nate" Darling (Halifax, Nueva Escocia; 30 de agosto de 1998) es un baloncestista canadiense que pertenece a la plantilla de los San Diego Clippers de la G League. Con 1,98 metros de estatura, juega en la posición de escolta.

## Trayectoria deportiva

### Instituto
Darling asistió al instituto DeMatha Catholic High School en Hyattsville (Maryland), donde coincidió con Markelle Fultz y la estrella de fútbol americano, Chase Young.

### Universidad
Darling comenzó su etapa universitaria con UAB promediando 2,5 puntos. En su segundo año, promedió 10,1 puntos por partido.
La temporada siguiente decidió moverse a la Universidad de Delaware. El 14 de diciembre de 2019, Darling anotó 29 puntos ante Villanova, por lo que su entrenador, Martin Ingelsby, dijo que era uno de los mejores escoltas del baloncesto universitario. En su año júnior, promedió 21 puntos por partido. Y fue elegido para el mejor quinteto de la Colonial Athletic Association (CAA). Después de esa temporada, se declaró elegible para el Draft de 2020.

#### Estadísticas
| Año     | Equipo   | PJ       | PT       | MPP      | %TC      | %3P      | %TL      | RPP      | APP      | ROB      | TPP      | PPP      |
| ------- | -------- | -------- | -------- | -------- | -------- | -------- | -------- | -------- | -------- | -------- | -------- | -------- |
| 2016–17 | UAB      | 30       | 1        | 9.4      | .491     | .462     | .500     | .5       | .5       | .1       | .0       | 2.5      |
| 2017–18 | UAB      | 33       | 31       | 28.0     | .477     | .409     | .830     | 3.0      | 2.8      | .4       | .3       | 10.1     |
| 2018–19 | Delaware | Redshirt | Redshirt | Redshirt | Redshirt | Redshirt | Redshirt | Redshirt | Redshirt | Redshirt | Redshirt | Redshirt |
| 2019–20 | Delaware | 32       | 32       | 38.3     | .446     | .399     | .854     | 3.9      | 2.8      | .8       | .2       | 21.0     |
| Total   | Total    | 95       | 64       | 25.6     | .459     | .408     | .841     | 2.5      | 2.1      | .4       | .2       | 11.4     |

### Profesional
A pesar de no ser elegido en el Draft de la NBA de 2020, Darling firmó un contrato dual con los Charlotte Hornets, que le permite jugar también con el filial de la G League, los Greensboro Swarm. En los Hornets coincidió con el asistente canadiense Jay Triano.
Debutó en la NBA el 13 de marzo de 2021 contra Toronto Raptors, siendo el primer jugador de la provincia de Nueva Escocia en jugar en la NBA.
Tras una temporada en Charlotte, el 16 de octubre de 2021, firma por Los Angeles Clippers, pero fue cortado al día siguiente. Pero el 23 de octubre de 2021, fue elegido en el puesto número 5 del Draft de la NBA G League de 2021 por los Agua Caliente Clippers.
El 5 de octubre de 2022 se une a la plantilla de Los Angeles Clippers, pero fue descartado y enviado a su filial en la G League, los Ontario Clippers.
El 17 de febrero de 2023, firma un contrato dual con Los Angeles Clippers, pero fue cortado cuatro días más tarde, sin llegar a debutar. Diez días más tarde se reincorporó a la G League.
El 20 de septiembre de 2024 firma con Los Angeles Clippers, pero es cortado el 12 de octubre. El 28 de octubre regresa a los San Diego Clippers.

## Selección nacional
Darling fue parte del combinado nacional de Estados Unidos Sub-18 que ganó la medalla de plata en el Campeonato FIBA Américas de 2016 disputado  en Valdivia, Chile. Y también del oro obtenido en el Campeonato Mundial Sub-19 de Egipto 2017.

## Estadísticas de su carrera en la NBA

### Temporada regular
| Año     | Equipo    | PJ | PT | MPP | %TC  | %3P  | %TL   | RPP | APP | ROB | TPP | PPP |
| ------- | --------- | -- | -- | --- | ---- | ---- | ----- | --- | --- | --- | --- | --- |
| 2020-21 | Charlotte | 7  | 0  | 3.7 | .286 | .286 | 1.000 | .1  | .1  | .0  | 1   | 1.3 |
| Total   | Total     | 7  | 0  | 3.7 | .286 | .286 | 1.000 | .1  | .1  | .0  | 1   | 1.3 |